# Pink Sparkle (EP)
Pink Sparkle er en salgsfremmende EP af den australske sangerinde Kylie Minogue. Den blev udsendt samtidig med lanceringen af Minogues parfume af samme navn i flere butikker i London i juli 2010. Albummet indeholder et spor fra Minogues ellevte album Aphrodite, en B-side af singlen "All the Lovers" og tre livespor indspillet i New York og udgivet på Minogues livealbum Kylie: Live in New York.

## Sporliste
1. "Can't Beat the Feeling" – 4:10
2. "Go Hard or Go Home" – 3:43
3. "Boombox" / "Can't Get You Out of My Head" (Live in New York) – 5:03
4. "Speakerphone" (Live in New York) – 4:46
5. "I Believe in You" (Live in New York) – 3:03